# Прайдокс Джон Селби
Прайдокс Джон Селби (на английски: Prideaux John Selby) е британски орнитолог, ботаник и илюстратор, както и земевладелец.
Известен е с Illustrations of British Ornithology (1821 – 1834) – първия сборник с илюстрации в цял ръст на британски птици. Освен това е написал Illustrations of Ornithology заедно с Уилям Жарден и A History of British Forest-trees (1842).
За модели на много от илюстрациите му служат екземпляри от колекцията му. В допълнение към по-горните му трудове може да се прибави приносът му към Naturalist's Library на Jardine с томовете Pigeons (1835) и Parrots (1836), по-късно илюстрирани от Едуард Лиър. За известно време е редактор на Magazine of Zoology and Botany.
Колекциите му са продадени през 1885 и са се пръснали. South African birds, която е била в колекцията на Андрю Смит, е отишла в Зоологическия музей на Кеймбриджкия университет.

## Биография
Роден е в Аник в Нортъмбърленд. Следва в Университетския колеж, Оксфорд. Наследил през 1804 г. фамилното имение Beal и добавил имоти към него за £14000 през 1840 г. През 1850 г. продава имението Beal, което е около 1450 акра (590 хектара) за £47000.
Жени се за Луис Табита Митфорд, имат 3 дъщери. Умира в Туизъл Хаус и е погребан в двора на църквата на с. Бамбърг.
Стандартната биноминална номенклатура „P. Selby“ е приложена към описаните от него видове.